# HD 4321
HD 4321，又名BD+54 148，SAO 21689、HR 204，是一颗恒星，视星等为6.52，位于銀經122.19，銀緯-7.56，其B1900.0坐标为赤經0h 40m 31.6s，赤緯+54° -7.56′ 31″。